# 霊幻道士・キョンシーマスター
『霊幻道士・キョンシーマスター』は、テレビドラマ版『霊幻道士』（原題：殭屍道長、英題：Vampire Expert、1995年、CS放送スター・プラス）全30話を日本で再編集したDVD。2005年発売。第二次世界大戦後の中国と香港を舞台にしたキョンシーホラーの一作。主演はラム・チェンイン。
本国では好評を博し第3シリーズの製作まで予定されていたが主演のラム・チェンインの病のため急遽製作中止となった。

## ストーリー
キョンシーを吸血神と祀り、生贄を捧げる村にやって来た道士毛小方。村でキョンシーの玄魁と対決するが決着はつけられなかった。
玄魁を追い香港にやって来た毛は楊飛雲と知り合い、彼の勧めで香島道堂を開く。時を同じくして旧日本軍の将校酒井が幽影と化して蘇り、余大海の娘碧心がさらわれてしまうのだった。

## 登場人物
毛小方（モウ・シウフォン）
演：ラム・チェンイン（林正英）、吹替：青野武
張三豊（チョン・サンフォン）天師を始祖とする天道派18代目の道士。宿敵であるキョンシー玄魁を追って旅をしていたが、香港に道堂を開いて暮らすことになる。
阿帆（ファン）
演：ピーター・ヨン（容錦昌）、吹替：増岡太郎
毛小方の弟子。
鍾邦（チョン・ボン）
演：ウォン・シューケイ（王書麒）、吹替：鉄野正豊
警察に勤める青年。天才的な道術の才能を持つ五世奇人で、天道派の祖師・張三豊（チョン・サンフォン）や呂洞賓（ロイ・ドンパン）と同じ力を持つ。
鍾君（チョン・グワン）
演：ユン・キンタン（苑瓊丹）、吹替：近藤玲子
道士。鍾邦の姉。道術の腕は大したことがない。
余碧心（ユー・ビッサム）
演：アニー・マン（文頌嫻）、吹替：甲斐田裕子
鍾邦の恋人。教師をしている。
余大海（ユー・ダイホイ）
演：タム・ビンマン（譚炳文）、吹替：島香裕
余碧心の父親。香港でも有数の大富豪だが、実は戦争中に日本軍と内通して富を築いた売国奴。
曾成（ザン・セン）
演：ロウ・チンハオ（羅青浩）、吹替：多田野曜平
呪術をかけられ心神喪失状態となり、街のいたる所に字を書く青年。正気に戻ってからは毛小方の弟子となる。大変な達筆。
何帶金（ガム）
演：サラ・ウォン（黄寶欣）、吹替：松島可奈
鍾君の一番弟子。
楊飛雲（ヨン・フェイワン）
演：チョイ・シウキョン（徐少強）、吹替：楠大典
道士。飛龍七星陣を用い己の運命を変えようとする。その目的のためには手段を選ばない非情な男。
任婉貞（ゼン）
演：王薇
楊飛雲の妻。
愛新覚羅玄魁（ユンフイ）
演：シン・ホーイン（冼灝英）、吹替：酒井敬幸
毛小方が追い続けるキョンシー。生前は皇帝に連なる高貴な身分にあった。子供を暴漢に襲われ救えなかった過去を持つ。
酒井雄三（さかいゆうぞう）
演：レイモンド・ツァン（曾守明）、吹替：宇垣秀成
旧日本軍の軍人。幽影として蘇る。
徐小尊（シウジュン）
演：ウイリアム・チュー（朱威廉）、吹替：恒松あゆみ
日本軍の幽影酒井によって、徐小尊を含め家族全員が殺されていたが、玄魁に命を救われる。
方図（フォン・トウ）
演：ウォン・シュートン（黄樹棠）、吹替：彩乃木崇之
鍾邦の同僚。
銭大中（チン・ダイチョン）
演：チン・ユエサン（銭月笙）、吹替：三浦潤也
楊飛雲の子分。
李希和（レイ・ヘイウォ）
演：スエマ・ワーロン（司馬華龍）、吹替：白熊寛嗣
香港の大富豪である李家の18代目。四維の父。
李四維（レイ・セイワイ）
演：キョン・ヒウマン（姜皓文）、吹替：桜井敏治
希和の一人息子で、李家19代目の跡継ぎ。鍾邦を敵視している。
告魯斯（クルス伯爵）
演：リー・タオハン（李道洪）、吹替：上城龍也
100年前に封印された西洋の吸血鬼。飛雲が復活させる。
小蓮（シウリン）
演：シアナ・チャン（陳靖允）、吹替：水落幸子
夫である遊撃隊第3小隊のフォン・グオマンを探す女幽霊。毛に夫の捜索を依頼し、傘に魂を移される。

## スタッフ
- 製作：ヨン・シウフン（楊紹鴻）
- 監督：ワン・ワイゲイ（温偉基）、チャン・サンハップ（陳新侠）
- 脚本：シン・シウリン（冼少玲）、ラウ・チョンイン（劉俊賢）
- 武術指導：マー・ヨクセン（馬玉成）
- 美術：イップ・ミングォン（葉明光）
- 主題歌：天涯孤客[1]

## ソフト
- 霊幻道士 キョンシー・マスター DVD-BOX　2005年12月22日発売

日本でソフト化された際、大幅にシーンがカットされた。またシーズン毎にメーカーが違ったために、日本でのリリース順も2004年に第2シーズン（アット エンタテインメント）、2005年に第1シーズン（マクザム）、2006年に第2シーズン未ソフト化エピソード（アット エンタテインメント）という変則的な順序で発売された。

## シリーズ作品

### 霊幻道士（1996年）

#### 概要
『霊幻道士』はテレビドラマ版『霊幻道士2』（原題：殭屍道長II、英題：Vampire Expert Ⅱ）全50話を日本で再編集したVHS・DVD。 前作の正式な続編。ラム・チェンインが道士役で主演した最後の作品となった。

#### ストーリー
モウ道士（ラム・チェンイン）は弟子二人と共に村を襲う悪霊達を退治し村人から尊敬を集めていた。
ある日陳軍閥の総帥が村に埋まる財宝を目当てにやって来る。村人を殺すと脅されたモウ道士は洞窟の奥深くで眠っていた西太后と大量のキョンシーを発見する。

#### 登場人物
| 役名                         | 俳優                         | 日本語吹替                                                                 |
| ---------------------------- | ---------------------------- | -------------------------------------------------------------------------- |
| モウ・シウフォン（毛小方）   | ラム・チェンイン（林正英）   | 青野武                                                                     |
| ホイ（小海）                 | マン・ホイ（孟海）           | 中國卓郎                                                                   |
| チョー（郁達初）             | ラム・マンロン（林文龍）     | 上田陽司                                                                   |
| ムイ姐さん／黒バラ（玫瑰）   | ション・ティンオー（商天娥） | 沢海陽子                                                                   |
| ハーマイ（蝦米／轉世靈童）   | シウ・パァラム（小柏林）     | 幸田夏穂（1〜5巻）、亀井芳子（邪教編・魔神編）                             |
| サウ（雷秀）                 | アニー・マン（文頌嫻）       | 原田百合香（1〜5巻）、椎名へきる（幽女編・邪教編・魔神編）                 |
| ロイ・ゴー道士（雷罡）       | チェン・トン（程東）         | 諸角憲一                                                                   |
| ソン・ジーロン隊長（宋子隆） | ワン・ティンチウ（尹天照）   | 新垣樽助（1〜5巻）、遠近孝一（幽女編・邪教編・魔神編）、中村悠一（完結編） |
| サンユン（周三元）           | キョン・ヒウマン（姜皓文）   | 樫井笙人                                                                   |
| レン（舒寧）                 | ライ・サクケン（黎淑賢）     | 児玉孝子                                                                   |
| ウォンザイ（旺財）           | ロウ・チンハオ（羅青浩）     | 川中子雅人                                                                 |
| 西太后（慈禧）               | チェン・ジンチョン（陳靖允） | よのひかり                                                                 |
| キョンシー将軍（將軍）       | ザン・サウメン（曾守明）     | 星野充昭                                                                   |
| インイン（余盈盈）           | クリスティ・ヨン（楊恭如）   | 井上喜久子                                                                 |
| ソウソウ（余素素）           | サラ・ウォン（黄寶欣）       | 皆川純子                                                                   |
| チェンチェン（余青青）       | マギー・レオン（梁碧芝）     | 永井のあ                                                                   |
| リマ（寧瑪）                 | ロー・リエ（羅烈）           | 緒方賢一                                                                   |
| ローソン（羅桑）             | リュー・ワンイー（劉萬儀）   | 矢島晶子                                                                   |
| セイヘイ（周四喜）           | リー・ショウケイ（李小蕙）   | 川瀬ゆう子                                                                 |
| ゼン（朱潔貞）               | トウ・アンイン（陶安仁）     | よのひかり                                                                 |
| ツァン軍長（陳軍長）         | 李岡                         | 吉野貴宏                                                                   |

#### スタッフ
- 監督：カン・ミンハイ（姜明海）[2]
- アクション監督：ユエン・ブン（元彬）
- 製作総指揮：シウ・キンヒン（蕭鍵鏗）

#### ソフト
| 集数       | サブタイトル | 日本版巻名 | DVD・VHS発売日                                                | DVD・VHS発売日                                  |
| ---------- | ------------ | ---------- | ------------------------------------------------------------- | ----------------------------------------------- |
| 第1〜10集  | 鬼太后       | 第1巻      | 2004年2月6日（VHS） 2004年3月5日（DVD『霊幻道士 第一集』）    | 2006年2月24日（DVD『霊幻道士コンプリートBOX』） |
| 第1〜10集  | 鬼太后       | 第2巻      | 2004年2月6日（VHS） 2004年3月5日（DVD『霊幻道士 第一集』）    | 2006年2月24日（DVD『霊幻道士コンプリートBOX』） |
| 第1〜10集  | 鬼太后       | 第3巻      | 2004年3月5日（VHS） 2004年4月2日（DVD『霊幻道士 初回限定BOX』 | 2006年2月24日（DVD『霊幻道士コンプリートBOX』） |
| 第11〜19集 | 飛降勾魂     | 第3巻      | 2004年3月5日（VHS） 2004年4月2日（DVD『霊幻道士 初回限定BOX』 | 2006年2月24日（DVD『霊幻道士コンプリートBOX』） |
| 第11〜19集 | 飛降勾魂     | 第4巻      | 2004年3月5日（VHS） 2004年4月2日（DVD『霊幻道士 初回限定BOX』 | 2006年2月24日（DVD『霊幻道士コンプリートBOX』） |
| 第11〜19集 | 飛降勾魂     | 第5巻      | 2004年4月2日（VHS・DVD『霊幻道士 初回限定BOX』）              | 2006年2月24日（DVD『霊幻道士コンプリートBOX』） |
| 第20〜25集 | 燈蛾撲火     | 幽女編     | 2004年7月2日（DVD・VHS）                                      | 2006年2月24日（DVD『霊幻道士コンプリートBOX』） |
| 第26〜33集 | 戲班冤魂     | 完結編     | 2006年2月24日（DVD）                                          | 2006年2月24日（DVD『霊幻道士コンプリートBOX』） |
| 第33〜40集 | 轉世靈童     | 邪教編     | 2004年8月6日（DVD・VHS）                                      | 2006年2月24日（DVD『霊幻道士コンプリートBOX』） |
| 第41〜50集 | 大魔神       | 魔神編     | 2004年9月3日（DVD・VHS）                                      | 2006年2月24日（DVD『霊幻道士コンプリートBOX』） |

日本ではソフト発売元の都合により全5巻とその後のエピソードを「幽女編」、「邪教編」、「魔神編」、「完結編」に切りわけられ編集された。また「幽女編」と「邪教編」の間にあたるエピソードが順番を変えられ「完結編」として編集された。日本版は第1シーズンよりもカットされたシーンは少なくはなっているものの、カットした部分に言及するセリフを改変したり、回想シーンにて初めて映るシーンが出てしまうなどの不都合も出てしまっている。
日本版セルDVD-BOXは『霊幻道士 第一集』（第1・2巻）、『霊幻道士 初回限定BOX』（第3〜5巻&セル限定特典ディスク）、幽女編、邪教編、魔神編、完結編が発売され、その後既発売分全巻収録のDVD-BOX『霊幻道士コンプリートBOX』も発売されている。『霊幻道士コンプリートBOX』の商品自体は既発売分と同一のものでノーカットではない。
『霊幻道士 初回限定BOX』や『霊幻道士コンプリートBOX』の映像特典になっているディスクでは、カットされたエピソードのNGシーンや、日本語吹き替えでサウ役演じた原田百合果のインタビュー、そして日本語吹き替えの主演声優青野武が霊幻道士の装束に身を包んでのアテレコ風景及びインタビュー、青野武のキョンシー退治シーンが収録されている。

## 関連作品

### 我和殭屍有個約會シリーズ

#### 我和殭屍有個約會（1998年）〈未〉
前述のようにラム・チェンイン主演の第3シリーズは中止となったが、企画を再構成し、1998年に香港の亜洲電視でテレビドラマ『我和殭屍有個約會』（英題：My Date With a Vampire）が放送された。主演はキョンシー・況天祐役のワン・ティンチウ（尹天照）と、霊幻道士・馬小玲役のマン・イーマン（萬綺雯）。第1話のオープニングに「謹以此劇獻給一代殭屍道長林正英先生」という追悼文と、殭屍道長シリーズのラム・チェンイン出演シーンが挿入されている。我和殭屍有個約會シリーズでは「北に驅魔龍族馬氏一家、南に一代殭屍道長毛小方あり」（「南毛北馬」）と言われており、ウォン・シュートン（黄樹棠）が毛氏一派の何應求役で登場する。『我和殭屍有個約會』は好評で第3シリーズまで製作された。全て日本未公開。

#### 我和殭屍有個約會II（2000年）〈未〉
2000年に放送された第2シリーズ。佐伯日菜子が藤原貞子役で出演している。

#### 我和殭屍有個約會III之永恆國度（2004年）〈未〉
2004年に放送された第3シリーズ。テレサ・マク（麥家琪）が毛家の子孫・毛憂役で登場する。